# مارجوري أنتوني ليندن
مارجوري أنتوني ليندن هي منتجة تلفزيونية كندية، ولدت في 10 أكتوبر 1935 في Mill Village, Nova Scotia ‏ في كندا، وتوفيت في 1 أبريل 2013 في ماليبو في الولايات المتحدة.